# خزيز
خزيز هي إحدى القرى اللبنانية من قرى قضاء صيدا في محافظة الجنوب.